# Chastine
Chastine er et pigefornavn og et efternavn. Chastine er en variant af Chastity (latin), der betyder ren. Der er ca. 34 i Danmark der hedder Chastine.